# Gérard Vié
Pour les articles homonymes, voir Vié.
 (août 2012).
Si vous disposez d'ouvrages ou d'articles de référence ou si vous connaissez des sites web de qualité traitant du thème abordé ici, merci de compléter l'article en donnant les références utiles à sa vérifiabilité et en les liant à la section « Notes et références ».
 (juillet 2013).
- Si vous ne connaissez pas le sujet, laissez ce bandeau (vous pouvez alors contacter les auteurs).
- Si vous supprimez le contenu mis en cause (vous pouvez préalablement contacter les auteurs),

argumentez précisément cette suppression dans la page de discussion
(un manque de référence n'est pas un argument ; une recherche réelle de référence doit avoir été effectuée, être formellement documentée).
Gérard Vié, né le 11 avril 1943 à Paris, est un grand chef cuisinier français.
Il obtient deux étoiles au Guide Michelin et est désigné « Meilleur cuisinier de l'année 2002 » par l’International Food And Beverage de la Johnson & Wales University (en) ; il est également Cinq Toques, Clés d'Or et Table d'argent au Guide Gault et Millau, Coq Kleber et maître cuisinier de France de 1975 à 2007.
Il a dirigé plusieurs restaurants dont Les Trois Marches à Versailles jusqu'en 2007.

## Biographie

### Enfance
À 15 ans et demi avec dérogation de l’académie de Paris, Gérard Vié commence pour 3 ans l’école hôtelière Jean Drouant. En alternance chez Lucas Carton et Laperouse, appartenant à M. et Mme Allegrier. Il servit tous les quinze jours le général de Gaulle qui venait à la sortie de l’opéra, profiter de la gastronomie du chef Mars.

### Parcours gastronomique
En 1959-61 Gérard Vié est commis de cuisine chez Lucas Carton. En 1962-63, il est chef de partie au Carlton Tower’s à Londres, commis aux viandes. En 1966-67, il est chef à La Frégate, restaurant littéraire où les intellectuels parisiens comme Jean-Paul Sartre venaient déjeuner.
En 1967-70, il est chef cuisinier des voyages officiels et des voyages inauguraux pour la Compagnie des wagons-lits. Il inaugure le Capitole (le premier train à grande vitesse) et fait partie du train présidentiel pour La Rochelle avec le président de la République Georges Pompidou. Il est aussi chef du Sud Express. 
En 1970, il ouvre le restaurant Les Trois Marches à Versailles – 2 étoiles Michelin.
Professionnellement conseillé par André Guillot et découvert par Philippe Couderc, critique gastronomique et Henri Gault et Christian Millau, les créateurs du guide Gault et Millau. Avec leurs conseils, Gérard Vié obtient ses trois Toques au guide Gault et Millau, puis sa première étoile, suivie rapidement de la deuxième au guide Michelin. 
En 1975, Gérard Vié commence à faire parler de lui pour son foie gras cru au gros sel et pour sa terrine de légumes. Il est véritablement lancé dans la presse à la suite d'un repas de Valéry Giscard d’Estaing. En 1976, il fait partie dans l'édition du mois de juin de Paris Match des 8 Seigneurs de la Table, autour de Paul Bocuse, Paul Minchelli, Jean Troisgros, Alain Senderens, Jean-Pierre Billoux, Michel Guérard et Alain Chapel.
En 1980, il est à la tête de sept restaurants étoilés, avec 140 personnes travaillant pour lui à Paris, Boston ou Versailles[réf. nécessaire].
De 1991 à 2007, il est chef patron aux Trois Marches à Versailles – 2 étoiles ; Les Trois Marches se déplacent au Trianon Palace, et le restaurant au 1 Rue du Maréchal-Joffre à Versailles devient le Potager du Roy, tenu par le chef Philippe Letourneur.
Depuis 2007, Gérard Vié est consultant gastronomique, auteur de livres, et élabore des recettes dans la tradition de la haute gastronomie française.

### Vie gastronomique et publique
1980-90 : 10 ans consultants à la fondation Cartier auprès du président Alain Dominique Perrin et du conservateur Marie Claude Baud ;
- 1975 : Administrateur et enseignant à la fondation Escoffier ;
- 1975 : Membre de l’académie culinaire de France ;
- 1980 : Président de l’Association Gastronomique A. Guillot ;
- 1985 : Membre fondateur de la chambre Syndicale de la haute cuisine française ;
- 2000 : Administrateur de l’Alliance francophone ;
- 2010 : Ambassadeur de l’Académie Universelle du Cassoulet à Paris[6]
- [Quand ?] : Cofondateur du Cosmopolito Lyon’s club de Marbella-Porto Banüls.

## Spécialités gastronomiques

### Quelques spécialités gastronomiques qui ont fait sa renommée
- 1973 : Godiveau de grenouille et caviar d’écrevisse.
- 1983 : Œufs d’escargot
- 1973 : Flanc de foie gras aux écrevisses et aux belons
- 1973 : Soupe au foie gras d’huitres.
- 1974 : Boudin d’écrevisse
- 1981 : Galette de saint-jacques à la citronnelle
- 1983 : Turbot languette d’oursin
- 1981 : (simultanément aux États-Unis et en France) lancement du Homard au jus de carotte
- 1982 : Homards rôtis, vinaigrette aux aromates
- 1992 : Coquilles en coquilles à la pince
- 1989 : Farigoule d’artichaut et homard : pour le bicentenaire de la révolution française et pour le chef d’État
- 1973 : Canette de Challans au vinaigre de cidre et de miel en hommage à Paul Corcellet
- 1998 : Fondant de bœuf à la royale
- 1980 : Filet de bœuf au Belon (d’après une idée de l’Oyster union-bar de Boston)
- 1975 : Cassoulet de chasse de Carcassonne
- 1982 : Cannellonis de foie gras au coulis de truffe
- 1979 : Saumon à l’unilatéral sur une idée de pierre Demeron d’après une recette danoise
- 1995 : Double cote de vaux fermiers aux ormeaux et jus d’ormeaux
- 1976 : Rognon blanc à la graine de moutarde
- 1989 : Galette de pommes de terre au lard et blanc de Gérardmer, quenelle de caviar sevruga

### Créations pour Hermès
- 1975 : Poire rôtie et braiser au cassis farcie du jus de cuisson monté en sorbet (en l’honneur du Président de la République Valéry Giscard d'Estaing)
- 1975 : Sorbets granités pur fruit (d’après une recette d’André Guillot)
- 1976 : Profiteroles à la framboise, crème tiède à la vanille kirché
- 1974 : Bavarois au thé fumé, crème à fleurs d’oranger
- 1982 : Mes ris d’agneau à la lie de vin
- 2001 : Le Mc Vié de homard
- 2001 : Pomme de terre éclatée au caviar

### Ses dernières spécialités
- 2012 : Crème glacée aux poireaux et carottes, dés de fromages et herbes fraiches
- 2010 : Groin et tête de cochon, braisé et fèves et pois
- 2009 : Terrine d'abats en gelée
- 2009 : Terrine de carottes au gingembre et à la morue fraiche
- 2003 : Abricots secs gorgé de château Yquem, poêlé au beurre, accompagné d'une crème glacée au sel de Guérande
- 2003 : Glace aux macarons et sa crème pistachée
- 2003 : Carpaccio de homard breton aux baies sauvages

d’après E. de Feydeau, historienne des parfums :
- 2004 : Chocolat a l'ambre de Marie Antoinette (présenté à New York)
- 2004 : Chocolat au musc, appelé « le chocolat des libertins ».

### Lors de grands événements
- 2001 : Dîner pour le Président des États-Unis, Bill Clinton au Country Club de Paris.
- 2000 : Brussel Millenium.
- 1981 : Alain-Dominique Perrin, Président de Cartier, fête l’anniversaire de César à Jouis en josas, dîner provençal.
- 1989 : Repas des 57 chefs d’État pour le bicentenaire de la Révolution française[5].
- 1999 : Dîner pour le « Bal du Roy » au château de Versailles.
- 1992 : Dîner pour le Premier Ministre Espagnol[Lequel ?] à Madrid.
- 1991 : Dîner de Gala au Palais Rouge de Leningrad (1 000 couverts). Pour l’évènement, Leningrad retrouve son nom de Saint-Pétersbourg après un référendum populaire, sous l’égide d’André Damien, Maire de Versailles, Anatoli Sobtchak, Maire de Saint-Pétersbourg et Vladimir Poutine, à l’époque Secrétaire général de la ville et futur président du pays.
- 1993 : Versailles et les tables royales en Europe : exposition au Château de Versailles, dîner de gala sous la présidence de la Reine du Danemark sur invitation de Bernard Arnaud.
- 1986 : Jean-Louis Dumas Hermes : Dîner pour la famille royale anglaise, organisé pour une épreuve hippique[Laquelle ?] (le pendant du prix de Diane en France).
- 1996 : Exposition Hermes Pénélope au musée Jacquemart André.
- 2006 : Le repas de Marie-Antoinette, pour le 250e anniversaire de la naissance de la Reine de France. Son menu en hommage à la Reine est un véritable évènement dans la presse [7] pour son raffinement et la redécouverte d’anciennes recettes, tel que le Chocolat triple Vanille à l’ambre, recette favorite de la Reine[8], ressuscitée sur une idée d’Élisabeth de Feydeau experte en parfum, ou encore l’Oille de bœuf, ancien pot-au-feu français au mouton, bœuf, pied de cochon, saucisse et cervelas.

## Décorations et distinctions

### Ordres et décorations français
- Chevalier de la Légion d’honneur
- Chevalier de l'Ordre des Arts et Lettres par Jack Lang
- Officier du Mérite agricole (le poireau) décerné par André Damien et Isabelle Adjani
- Médaille de la Pénitentiaire, pour son engagement auprès des femmes détenues à la maison d’arrêt de Versailles. Gérard Vié leur donne des cours de cuisine depuis 2002 pour les aider à se réinsérer, et trouver une vocation à leur sortie de prison.
- Médaille de bronze du Ministère de la Justice

### Distinctions
- Meilleur restaurateur de l'année 2002 par l'Université de Johnson et Wals aux États-Unis (la plus grande université mondiale de restauration) et Distinguished Visiting Chef en 2000 [9]
- Maître Cuisinier de France (1975-2007)
- Deux étoiles Michelin (1976-2002)
- Coq Kleber en 1981 qui était la plus haute distinction du Guide Kleber racheté par la suite par le Guide Michelin, l'équivalent des 3 macarons Michelin de l'époque.
- Prix de l’académie Davidoff du cigare (2006)
- Clés d’or (1976)
- Table d’argent du Gault et Millau (1981)